# Каменне (Первомайський район)
Ка́менне (рос. Каменное) — село у складі Первомайського району Оренбурзької області, Росія.

## Населення
Населення — 307 осіб (2010; 418 у 2002).
Національний склад (станом на 2002 рік):
- росіяни — 53 %
- казахи — 31 %